# TV Ativa (Piracicaba)
A TV Ativa (conhecida anteriormente como TV Beira Rio ou TV Ativa Beira Rio) é uma emissora de televisão brasileira com sede na cidade de Piracicaba, iniciou suas atividades no ano de 1991, quando obteve do Ministério das Comunicações outorga de permissão dos serviços de retransmissão mista em caráter primário, utilizando o antigo 32 UHF até 2011 e após utilizou o canal 26 UHF até 2017 e logo após começou a transmitir seu sinal no 21 (NET Piracicaba) e 19 (VIVO Fibra Piracicaba) e hoje transmite no 26.1 em canal digital.
Neste mesmo período foi firmado um convênio de retransmissão da programação da TVE  mantida pela Fundação Roquette Pinto. Depois transmitiu a TV Brasil depois do fim da TVE. Desde então a grade para programação local foi sendo ampliada com programas de conteúdo noticioso, educativo, esportivo, cultural e de lazer. No dia 4 de janeiro de 2013 a emissora passou a retransmitir a Rede Brasil.
Em 2015 deixou a Rede Brasil para ter sua própria programação independente.

Ela traz para Piracicaba e região uma programação diversificada e interativa, sempre com comprometimento e respeito ao telespectador. Nela se tem os programas diários de jornalismo e entretenimento, que trazem notícias e informações da atualidade. E busca inovação para uma programação especialmente feita para os piracicabanos.